# Bruno Betancor
Bruno Emanuel Betancor Baeza (Montevideo, 18 dicembre 2003) è un calciatore uruguaiano, attaccante svincolato.

## Caratteristiche tecniche
È una punta centrale.

## Carriera
Cresciuto nel vivaio del Peñarol, esordisce in prima squadra il 25 marzo 2023 in campionato contro il Liverpool (M).
Nel 2024 passa in prestito ai cileni dell'Everton. Rientrato a luglio, viene rigirato al Rentistas fino al termine della stagione.

## Statistiche

### Presenze e reti nei club
Statistiche aggiornate al 29 novembre 2023.
| Stagione        | Squadra         | Campionato      | Campionato | Campionato | Coppe nazionali | Coppe nazionali | Coppe nazionali | Coppe continentali | Coppe continentali | Coppe continentali | Altre coppe | Altre coppe | Altre coppe | Totale | Totale |
| Stagione        | Squadra         | Comp            | Pres       | Reti       | Comp            | Pres            | Reti            | Comp               | Pres               | Reti               | Comp        | Pres        | Reti        | Pres   | Reti   |
| --------------- | --------------- | --------------- | ---------- | ---------- | --------------- | --------------- | --------------- | ------------------ | ------------------ | ------------------ | ----------- | ----------- | ----------- | ------ | ------ |
| 2023            | Peñarol         | PD              | 10         | 0          | CU              | 1               | 0               | CS                 | 2                  | 0                  | -           | -           | -           | 13     | 0      |
| mar.-mag. 2024  | Everton         | PD              | 7          | 1          | CC              | 0               | 0               | CS                 | 0                  | 0                  | -           | -           | -           | 7      | 1      |
| lug.-nov. 2024  | Rentistas       | PD              | 12         | 0          | CU              | -               | -               | -                  | -                  | -                  | -           | -           | -           | 12     | 0      |
| Totale carriera | Totale carriera | Totale carriera | 29         | 1          |                 | 1               | 0               |                    | 2                  | 0                  |             | -           | -           | 32     | 1      |